# 謬努大屠殺
謬努大屠殺（Maung Nu massacre），是緬甸國防軍大規模殺害羅興亞人的行為，據報導發生在2017年8月27日在緬甸若開邦布迪当镇区的謬努村。據稱，2018年2月，視頻證據顯示政府簽約的工人摧毀了謬努的部分地區，鏡頭中有可見的屍袋和屍體。事件中大約有82人被殺。

## 背景
羅興亞人是居住在緬甸若開邦北部地區少數民族，被描述為世界上受迫害最嚴重的少數民族之一。在現代，緬甸政府對羅興亞人的迫害可以追溯到20世紀70年代。從那以後，羅興亞人經常成為政府和民族主義佛教徒迫害的目標。緬甸過去的軍政府經常利用該國各宗教團體之間的緊張關係。根據國際特赦組織的說法，羅興亞人自1978年以來一直遭受軍事獨裁統治下的人權侵犯，許多人因此逃往鄰國孟加拉國。2005年，聯合國難民署高級專員協助從孟加拉國遣返羅興亞人，但關於難民營中侵犯人權的指控威脅了此一行動。在2012年若開邦騷動後，仍有140,000名羅興亞人留在國內流離失所者的難民營中。
2017年8月25日，若開羅興亞救世軍（ARSA）反叛分子發動了對緬甸軍隊的第二次大規模襲擊，導致政府進行了新的“清理行動”，批評者認為這些行動是針對平民的 。許多羅興亞人在聽到槍聲後逃離，逃往謬努尋求庇護。

## 大屠殺
2017年8月27日上午11點左右，來自564營的數十名緬甸陸軍士兵抵達謬努，大部分羅興亞村民躲藏在家中。據大屠殺的37名倖存者說，一名士兵要求村民們到外面，當沒有人這樣做，隨後士兵們就對村民的房屋開火了。然後士兵衝進了房屋，搶走了貴重物品，襲擊了婦女，並拘留了男人和男孩。據稱，一些被拘留的男子在指揮官的命令下被處決。